# Cristian Medina
Cristian Nicolás Medina (Moreno, Buenos Aires, Argentina; 1 de junio de 2002) es un futbolista argentino que se desempeña como mediocampista y su equipo actual es Estudiantes de La Plata de la Primera División de Argentina.

## Trayectoria

### Boca Juniors
En 2012, fue seleccionado en una prueba de jugadores en el Club Social y Deportivo El Fortín de la ciudad de Moreno, con 10 años de edad. Llegó al Club Atlético Boca Juniors para formar parte de las divisiones inferiores del club, de la mano de Diego Mazzilli y Hugo Perotti. En 2013, Medina, ya se entrenaba con su división, allí descubrió su posición de mediocampista, aunque también llegó a jugar de delantero y enganche.
Debutó con la primera división de Boca Juniors el 14 de febrero de 2021 frente a Gimnasia y Esgrima La Plata. En abril de ese mismo año, convirtió su primer gol con la camiseta del Xeneize frente a Atlético Tucumán, con asistencia de Carlos Tévez, dicho partido finalizó 3-1 a favor de Boca. En ese año terminó siendo parte del mediocampo titular junto a Agustín Almendra y Alan Varela, al que los hinchas titularon como MVA.
En octubre de 2022, Medina renovó y mejoró su contrato con Boca hasta diciembre de 2026. En ese mismo mes, también ganó su cuarto título, el Campeonato de Primera División 2022. Finalizó el 2023 con cinco goles y cuatro asistencias en un total de 50 partidos jugados. El 25 de febrero de 2024, marcó su primer gol en el superclásico del fútbol argentino frente a River Plate, sellando así el 1-1 final en el Estadio Monumental. En agosto de ese año, convirtió un gol en el último minuto de cabeza para sentenciar el empate 1-1 frente a Independiente Rivadavia.

### Estudiantes de La Plata
El 27 de diciembre de 2024, Medina le comunicó a Boca Juniors que ejecutaría la cláusula de salida que tenía en su contrato y, horas más tarde, se conoció que en la transacción estaría involucrado Foster Gillett, el empresario que estaba en pleno proceso de acuerdo con el equipo albirrojo para conformar un modelo mixto de aportes privados en la institución que preside Juan Sebastián Verón. Finalmente, el 18 de enero firmó un contrato por 5 años con Estudiantes de La Plata.

## Selección nacional

### Juveniles
Forma parte de las selecciones juveniles de Argentina desde sus divisiones más tempranas. En 2017 fue convocado por la Selección de fútbol sub-15 de Argentina dirigida en aquel entonces por Diego Placente, a disputar el Sudamericano Sub-15 disputado en Argentina donde se consagraría campeón derrotando a Brasil en la final.
Formó parte también de la Selección de fútbol sub-17 de Argentina, con la que también se consagraría campeón del Sudamericano Sub-17 disputado en 2019 en Perú.
No tuvo participaciones con la Selección de fútbol sub-20 de Argentina debido a que el equipo no tuvo competencias. Tanto el Sudamericano sub-20 de 2021, como la Copa Mundial sub-20 de 2021 fueron suspendidos debido a la pandemia de COVID-19.

### Absoluta
A principios de noviembre de 2021, habiendo disputado 34 partidos en primera división, fue convocado por Lionel Scaloni a la Selección Argentina absoluta para disputar la doble fecha correspondiente a las Eliminatorias rumbo a Catar 2022, frente a Uruguay y Brasil respectivamente.

### Participaciones en torneos con selecciones juveniles
| Torneo                        | Sede      | Resultado        | Partidos | Goles | Asistencias |
| ----------------------------- | --------- | ---------------- | -------- | ----- | ----------- |
| Sudamericano Sub-15 2017      | Argentina | Campeón          | 3        | 0     | 0           |
| Sudamericano Sub-17 2019      | Perú      | Campeón          | 7        | 1     | 0           |
| Copa Mundial Sub-17 2019      | Brasil    | Octavos de final | 3        | 0     | 0           |
| Preolímpico Sudamericano 2024 | Venezuela | Subcampeón       | 5        | 0     | 1           |
| Juegos Olímpicos 2024         | Francia   | Cuartos de final | 4        | 0     | 1           |

## Estadísticas

### Clubes
- Actualizado al último partido jugado el 13 de agosto de 2025.

| Club                              | Div.          | Temporada     | Liga  | Liga  | Liga   | Copas Nacionales | Copas Nacionales | Copas Nacionales | Torneos Internacionales | Torneos Internacionales | Torneos Internacionales | Total | Total | Total  | Media goleadora |
| Club                              | Div.          | Temporada     | Part. | Goles | Asist. | Part.            | Goles            | Asist.           | Part.                   | Goles                   | Asist.                  | Part. | Goles | Asist. | Media goleadora |
| --------------------------------- | ------------- | ------------- | ----- | ----- | ------ | ---------------- | ---------------- | ---------------- | ----------------------- | ----------------------- | ----------------------- | ----- | ----- | ------ | --------------- |
| Boca Juniors Argentina            | 1.ª           | 2021          | 15    | 0     | 0      | 17               | 1                | 1                | 7                       | 0                       | 0                       | 39    | 1     | 1      | 0.03            |
| Boca Juniors Argentina            | 1.ª           | 2022          | 18    | 0     | 0      | 18               | 0                | 2                | 5                       | 0                       | 0                       | 41    | 0     | 2      | 0               |
| Boca Juniors Argentina            | 1.ª           | 2023          | 23    | 3     | 1      | 16               | 2                | 2                | 11                      | 0                       | 1                       | 50    | 5     | 4      | 0.1             |
| Boca Juniors Argentina            | 1.ª           | 2024          | 12    | 1     | 1      | 12               | 2                | 2                | 6                       | 0                       | 0                       | 30    | 3     | 3      | 0.1             |
| Boca Juniors Argentina            | Total club    | Total club    | 68    | 4     | 2      | 63               | 5                | 7                | 29                      | 0                       | 1                       | 160   | 9     | 10     | 0.06            |
| Estudiantes de La Plata Argentina | 1.ª           | 2025          | 16    | 0     | 1      | 2                | 0                | 0                | 6                       | 0                       | 1                       | 24    | 0     | 2      | 0               |
| Estudiantes de La Plata Argentina | Total club    | Total club    | 16    | 0     | 1      | 2                | 0                | 0                | 6                       | 0                       | 1                       | 24    | 0     | 2      | 0               |
| Total carrera                     | Total carrera | Total carrera | 84    | 4     | 3      | 65               | 5                | 7                | 35                      | 0                       | 2                       | 184   | 9     | 12     | 0.05            |
| 1. 2. 3.                          |               |               |       |       |        |                  |                  |                  |                         |                         |                         |       |       |        |                 |

## Palmarés

### Campeonatos nacionales
| Título              | Equipo       | Sede      | Año     |
| ------------------- | ------------ | --------- | ------- |
| Copa de la Liga     | Boca Juniors | Argentina | 2020    |
| Copa Argentina      | Boca Juniors | Argentina | 2019-20 |
| Copa de la Liga     | Boca Juniors | Argentina | 2022    |
| Primera División    | Boca Juniors | Argentina | 2022    |
| Supercopa Argentina | Boca Juniors | Argentina | 2022    |

### Campeonatos internacionales
| Título              | Equipo           | Sede      | Año  |
| ------------------- | ---------------- | --------- | ---- |
| Sudamericano Sub-15 | Argentina Sub-15 | Argentina | 2017 |
| Sudamericano Sub-17 | Argentina Sub-17 | Perú      | 2019 |